# Châtenois-les-Forges
Châtenois-les-Forges es una comuna francesa situada en el departamento del Territorio de Belfort, de la región de Borgoña-Franco Condado. Es la cabecera (bureau centralisateur en francés) y mayor población del cantón de su nombre.
Los habitantes se llaman Chatenais.

## Geografía
Está ubicada a orillas del río Savoureuse, al sur de Belfort y al norte de Montbéliard.

## Demografía
| 974 | 2 141 | 2 160 | 2 167 | 2 548 | 2 468 | 2 704 | 2 691 | 2 517 | 2 680 | 2 728 | 2 757 |
| Para los censos de 1962 a 1999 la población legal corresponde a la población sin duplicidades (Fuente: INSEE [Consultar]) |       |       |       |       |       |       |       |       |       |       |       |

Su aglomeración urbana, que incluye Trévenans (Territorio de Belfort) y Dambenois (Doubs), alcanzaba los 4347 habitantes.